# Adam Ordelt
Adam Ordelt (* 14. června 1996 v Opočně) je český fotbalový brankář, od dubna 2016 působící v A-týmu FK Litoměřicko.

## Klubová kariéra
Svoji fotbalovou kariéru začal v FC Hradec Králové, kde prošel všemi mládežnickými kategoriemi.

### FC Hradec Králové
V průběhu jarní části sezony 2015/16 se propracoval do prvního týmu.

#### Sezona 2015/16
Svoji premiéru v dresu prvního mužstva si odbyl 27. 3. 2016 v ligovém utkání 20. kola proti 1. SC Znojmo (výhra Hradce 3:1), když v 89. minutě vystřídal zraněného Radima Ottmara. Jednalo se o jeho jediný start v ročníku 2015/16. S mužstvem postoupil zpět do české nejvyšší soutěže, když jeho klub ve 28. kole hraném 17. 5. 2016 porazil FK Baník Sokolov 2:0 a 1. SC Znojmo, které bylo v tabulce na třetí pozici, prohrálo s FC Sellier & Bellot Vlašim.
K dalšímu utkání za seniorský tým nastoupil 30.3.2016, a to v MOL Cupu v Mladé Boleslavi. Výborným výkonem pomohl k remíze 1:1. Perličkou byl zneškodněný pokutový kop, jehož exekutorem byl, o generaci starší, slavný Milan Baroš.
V dalším průběhu kariéry v Hradci Králové, již příležitost nedostal. V současnosti je hráčem FK Litoměřicko.